# Аран (Библия)
Аран  (др.-евр. הָרָן Хара́н — «горный») — библейский, ветхозаветный персонаж, сын Фарры и брат родоначальника арабов и евреев Авраама; отец праведного Лота (Быт. 11:26—29).

## Варианты написания
Помимо написания Аран встречаются варианты написания:
- Арран[2],
- Харан[3],
- Гаран[4].

## Жизнеописание
По Книге Бытия, Аран был сыном Фарры, родился в Уре Халдейском. Братьями Арана были Авраам и Нахор. Аран стал отцом Лота и двух дочерей — Милки и Иски; первая из них вышла замуж за своего дядю Нахора. Умер ещё при жизни отца. Отец же его дожил до 205 лет (Быт. 11:27—32).
По Книге Праведного, детьми Харана (Арана) были: сын Лот и дочери Милка и Шари.
В Книге Юбилеев (так называемом «Малом Бытии») о нём говорится, что он умер в результате пожара. Его отец и все родственники занимались изготовлением статуй-идолов и их продажей. Авраам же никогда не поклонялся идолам и его раздражало то, что делают его соплеменники. Когда Аврааму исполнилось шестьдесят лет, он ночью поджёг храм, где стояли идолы отца. Аран первый из всех увидел этот пожар и бросился в огонь спасать идолов, где погиб. Он умер в Уре халдейском и был погребён в том же городе.

## Комментарии
Историк Иосиф Флавий сообщал, что ещё в его время можно было видеть могильный памятник Арана.
Согласно одному талмудическому преданию, основанному на толковании имени «Ур» в смысле «огонь», Немврод бросил в огонь вместе с Авраамом и Арана. Но так как последний не был стоек в вере в единого Бога и сказал: «Если Аврааму суждено погибнуть в раскалённой печи, то я предпочитаю остаться с Немвродом; если же ему суждено спастись, то я не прочь быть с ним», то он и погиб в огне этой печи.